# Brussels Royal IHSC
Le Brussels Royal Ice Hockey and Skating Club est un club de hockey sur glace de Bruxelles, ancien champion de Belgique.

## Historique
Le club est créé en 1909 sous le nom de Brussels IHSC et remporte le championnat de Belgique dès sa première édition, en 1912. La première équipe est composée des joueurs suivants : Roger Van der Straeten-Ponthoz, Cassel, Henri Van den Bulcke, Étienne Coupez, A.E. Jarvis (joueur canadien), Fernand de Blommaert et William Jarvis (joueur canadien).
En 1948, après son douzième titre de champion, le club devient l'Entente Saint-Sauveur de Bruxelles (1 titre en 1951) pour redevenir Brussels IHSC en 1954 (1 titre en 1962) puis Brussels Ice Hockey and Skating Club Poseidon en 1966. Il devient également champion sous ce nom en 1968.
En 1970, il se renomme Brussels Royal IHSC et remporte 8 nouveaux titres.

## Palmarès
- Vainqueur du Championnat de Belgique (23)[3] :  1912, 1913, 1923, 1938, 1940, 1941, 1942, 1943, 1944, 1945, 1947, 1948, 1951, 1962, 1968, 1970, 1971, 1975, 1976, 1977, 1978, 1980, 1982.